# Mrs. Potato Head (canción)
«Mrs. Potato Head» es una canción de la artista estadounidense Melanie Martinez de su álbum debut, Cry Baby (2015). Líricamente, la canción trata sobre la cirugía plástica, sus consecuencias y la lucha por la belleza en el mundo moderno, especialmente para las mujeres. Fue escrita por Melanie Martinez, Jeremy Dussolliet y Tim Sommers, y fue producido por Kinetics & One Love.
«Mrs. Potato Head» fue aclamada como lo más destacado de Cry Baby, y los críticos elogiaron la composición y la entrega vocal de Martinez, la producción de Kinetics & One Love y el tema general de la canción.
El 1 de diciembre de 2016, se lanzó un video musical de la canción, que representa al protagonista ficticio del álbum principal de la canción, Cry Baby, viendo la decadencia de una mujer presionada para someterse a una cirugía plástica, a través de una pantalla de televisión.
La canción llegó a las listas y alcanzó el puesto número cinco en la lista Billboard Bubbling Under Hot 100.

## Antecedentes y composición
«Mrs. Potato Head» es una canción de dark wave que dura tres minutos y treinta y siete segundos. Líricamente, la canción trata sobre la cirugía plástica y consecuencias. En una entrevista con Noisey.com de Vice, Martinez declaró: «Tuve la idea de 'Mrs. Potato Head' durante mucho tiempo y toda la imagen que tenía en mi cabeza era el hecho de que puedes sacar piezas de juguete de la cara y eso podría representar una cirugía plástica». En una entrevista con Billboard, Martinez afirmó que «Mrs. Potato Head» fue «la canción más difícil de escribir, pero valió la pena».

## Recepción crítica
«Mrs. Potato Head» recibió elogios de la crítica. En su reseña de Cry Baby, Allan Raible de ABC News, consideró a «Mrs. Potato Head» como un punto culminante de Cry Baby. Continuó llamando a «Mrs. Potato Head» una «crítica mordaz» sobre la cirugía plástica y una «obra maestra» en general. Jason Scott de PopDust, calificó la pista como «una revelación sobre la cirugía plástica y la necesidad de una belleza tortuosa», y calificó la pista como «debe escucharla». Thomas Kraus de Outlet Magazine apodó a «Mrs. Potato Head» como su canción favorita de Cry Baby y calificó la canción con un 10/10. Además, elogió el lirismo y la entrega vocal de Martinez y, en última instancia, calificó la canción de «brillante en todos los sentidos».

## Video musical
El 1 de diciembre de 2016 se lanzó un video musical para «Mrs. Potato Head». El video comienza con Cry Baby, la protagonista ficticia del álbum principal de la canción, viendo anuncios de televisión de pelucas rubias y pastillas para adelgazar que supuestamente hacen que una mujer sea «hermosa». Deprimida, Cry Baby se rellena el sostén y cubre su cabello con una peluca para verse hermosa. Cry Baby luego vuelve a mirar televisión, donde ve al personaje principal ficticio descrito en la canción, la Sra. Potato Head, someterse a muchas operaciones cosméticas, como resultado de que su esposo, el Sr. Potato Head, le solicita que se haga un lavado de cara. La pareja ficticia luego lamenta la decisión de alterar el cuerpo de la Sra. Potato Head mediante una cirugía estética, ya que dicha cirugía fracasó y arruinó su belleza natural. El Sr. Potato Head deja que su esposa use una peluca en un débil intento de hacerla lucir mejor. La Sra. Potato Head se da cuenta de que era hermosa sin sus numerosas operaciones cosméticas y que estaba tratando de ajustarse a los estándares de belleza modernos. Al final, el Sr. Potato Head deja a la Sra. Potato Head por otra mujer, y Cry Baby se quita sus propias «mejoras» debido a la conmoción.
Maggie Dickman de Alternative Press elogió el video y dijo que era «inquietantemente asombroso». Dickman elogió aún más el video y afirmó: «En su estilo clásico, Martinez desafía los estereotipos de belleza tradicionales de la manera más real posible».

## Posicionamiento en listas
«Mrs. Potato Head» llegó a las listas y alcanzó el puesto número cinco en la lista Billboard Bubbling Under Hot 100 durante la semana del 24 de diciembre de 2016.

### Listas semanales
| Lista (2016)                                  | Mejor posición |
| --------------------------------------------- | -------------- |
| US Bubbling Under Hot 100 Singles (Billboard) | 5              |

## Certificaciones
| País           | Organismo certificador | Certificación | Ventas certificadas | Ref.   |
| -------------- | ---------------------- | ------------- | ------------------- | ------ |
| Canadá         | Music Canada           | Oro           | 40,000              | [ 12 ] |
| Estados Unidos | RIAA                   | Oro           | 500,000             | [ 13 ] |